# رغل زاحف
رغل زاحف (الاسم العلمي: Atriplex repens) هو نوع نباتي يتبع جنس الرغل من فصيلة القطيفية.